# ERNI Electronics
Die zur internationalen Unternehmensgruppe der ERNI International AG gehörende deutsche ERNI Electronics GmbH & Co. KG wurde 1956 gegründet und hat ihren Sitz in Adelberg, Deutschland. Das Unternehmen entwickelt und fertigt ein breites Spektrum an Steckverbindern, Backplanes und Komplettsystemen, Lötbaugruppen und Kabelkonfektionen. ERNI ist global tätig, mit eigenen Niederlassungen in Europa, Nordamerika und Asien.

## Geschichte
Die Gesellschaft ist einer der weltweit größten Hersteller von elektrischen Steckverbindern gemäß DIN 41612. Zum Zeitpunkt der Gründung der ERNI-Elektroapparate-GmbH durch den Schweizer Mutterkonzern ERNI + Co. AG im Jahre 1956 bestand dessen Produktpalette lediglich aus Relais. ERNI feierte im Juni 2006 sein 50-jähriges Unternehmensjubiläum.
Im Jahre 1980 wurde eine Vertriebsgesellschaft in den USA gegründet, die später durch einen Produktionsstandort erweitert wurde. Kontinuierliches Wachstum erforderte schließlich die Zentralisierung aller inländischen Produktionsstätten in der neu errichteten Fabrik in Adelberg im Jahre 1992.
Seit Juli 1993 wird das Qualitätsmanagement mit der Zertifizierung nach ISO 9001 dokumentiert.
Im Jahre 1997 wurde der Produktionsstandort Adelberg wegen Kapazitätsengpässen um 75 % vergrößert, was einer Erweiterung um 7.500 m² entspricht.
Mitte der 1990er Jahre wurden die Steckverbinderserien ERmet und SMC entwickelt.
Mitte 2012 erfolgte die Einweihung der neuen Spritzerei und somit die Erweiterung des Standortes Zieglhau.
2018 erlangt ERNI mit den Produktions-Standorten Adelberg und Lamphun die IATF 16949 Zertifizierung.
Im Sommer 2021 wurde bekanntgegeben, dass die ERNI von TE Connectivity übernommen wird.

## Standorte
- Adelberg, Deutschland I Seestraße
- Adelberg, Deutschland II Ziegelhau
- Richmond, Virginia, USA
- Singapore, Singapur
- Zürich-Brütisellen, Schweiz
- Shanghai, China
- Lamphun, Thailand
- Tokyo, Japan

## Produktpalette
- INTERact Steckverbinder
- PCB-Steckverbinder u. a. DIN 41612
- E/A-Steckverbinder u. a. M8/M12 Rundsteckverbinder, Modular Jacks RJ-Steckverbindung
- Gigabit-Ethernet-Steckverbinder
- Backplanes (Entwicklung, Fertigung und 100 %-Prüfung)
- Kabel mit Steckverbindern
- Gehäuse
- Automotive Steckverbinder
- Automation Steckverbinder
- Kabelkonfektionierung